# Правдинск (Балахна)
Пра́вдинск — микрорайон города Балахна в Нижегородской области, Россия. Бывший посёлок городского типа в Балахнинском районе, с 1993 г. вошедший в состав райцентра. Действует целлюлозно-бумажный комбинат ОАО «Волга», дающий 1/3 газетной бумаги России.

## Топоним
Своё название посёлок получил в связи с тем, что бумага с градообразующего целлюлозно-бумажного комбината шла на выпуск газеты «Правда».

## История
Застройка посёлка Бумстроя началась одновременно со строительством целлюлозно-бумажного комбината осенью 1925 года на окраине деревни Курза Балахнинского района. Первые жилые дома были построены на нынешних улицах Бумажников и Чапаева. 
1 февраля 1932 года ВЦИК постановил преобразовать в рабочий посёлок селение при целлюлозно-бумажном комбинате Балахнинского района с включением в его поселковую черту селений: Курза и Ванята с наименованием его «Правдинск». В 1930-е годы поселковым советом депутатов неоднократно поднимался вопрос о присвоении посёлку статуса города, однако эти обращения остались без внимания. 
В 1959 году в посёлке был запущен «Правдинский завод радиорелейной аппаратуры» (ПЗРА) для производства радиорелейных устройств и антенно-мачтовых устройств.
В 1992 году Правдинский совет депутатов принял решение об объединении города Балахна и посёлка Правдинск с 1 апреля 1993 года.

## Население
| 1939   | 1959    | 1970    | 1979    | 1989    |
| ------ | ------- | ------- | ------- | ------- |
| 13 142 | ↗20 491 | ↗26 559 | ↗29 579 | ↗32 395 |

## Экономика
- ОАО «Волга» Архивная копия от 8 сентября 2006 на Wayback Machine
- Правдинский завод радиорелейной аппаратуры Архивная копия от 3 июля 2015 на Wayback Machine